# Filomén
A Filomén görög eredetű férfinév (görögül: Φιλούμενος), (latinul: Philomenos), jelentése: szeretett.  Női párja: Filoména.

## Gyakorisága
Az 1990-es években szórványos név, a 2000-es években nem szerepel a 100 leggyakoribb férfinév között.
Szerepelt az 1906. évi állami utónév-jegyzékben is.

## Névnapok
- augusztus 11.[2]
- november 29.[2][6][7]

## Híres Filoménok
A Martyrologium Romanum 1913. évi hivatalos kiadásában Filomén utónévvel kettő férfi szent szerepel:
- November 14-én:

Heracleae, in Thracia, natalis sanctorum Martyrum Clementini, Theodoti et Philomeni.
- November 29-én:

Ancyras, in Galatia, sancti Philomeni Martyris, qui, in persecutione Aureliani Imperatoris, sub Felice Praeside, igne probatus, manibus pedibusque ac demum capite clavis confixo, martyrium consummavit.
Ez utóbbi Filomén, a kisázsiai Ancyra (jelenleg: Ankara) városában szenvedett Kr. u. 270-ben vértanúhalált, aki keresztény gabonakereskedő volt, és Galatia-Lycaonia tartományból származott.
A jeruzsálemi görög ortodox pátriárka 2009-ben avatta szentté Szent Filomén (1913–1979) ciprusi származású, görög ortodox keresztény szerzetest, aki a jeruzsálami Jákob kútjánál lett vértanú. Emléknapja: november 29.